# Just Can’t Get Enough (Depeche-Mode-Lied)
Just Can’t Get Enough ist ein Lied der britischen Band Depeche Mode. Es erschien im September 1981 als Single aus ihrem Album Speak & Spell.

## Geschichte
Der Song war die letzte Depeche-Mode-Single, die von Vince Clarke geschrieben wurde. Im Sommer 1981 aufgenommen, wurde es im September 1981 in Großbritannien und Februar 1982 in den USA als Single veröffentlicht. Auf der 12"-Single war zudem der „Schizo-Remix“ enthalten. In Deutschland konnte sich die Single nicht in den Charts platzieren, trotzdem ist der Song durch eine gewisse Präsenz im Radio sehr bekannt.

## Musikvideo
Das Musikvideo, das die Band teils in Leder gekleidet spielend, teils in einem Club feiernd zeigt, entstand unter der Regie von Clive Richardson. Es ist das erste der Band sowie das einzige mit Vince Clarke. Es wurde bei YouTube über 81 Millionen Mal abgerufen (Stand: Februar 2024).

## Kommerzieller Erfolg

### Chartplatzierungen
Es erreichte in mehreren Ländern Chartplatzierungen unter den Top Ten, so Platz acht in Großbritannien.
| ChartsChartplatzierungen     | Höchstplatzierung | Wochen |
| ---------------------------- | ----------------- | ------ |
| Vereinigtes Königreich (OCC) | 8 (11 Wo.)        | 11     |

### Auszeichnungen für Musikverkäufe
| Land/Region                  | Auszeichnungen für Musikverkäufe (Land/Region, Auszeichnung, Verkäufe) | Verkäufe  |
| ---------------------------- | ---------------------------------------------------------------------- | --------- |
| Dänemark (IFPI)              | Gold                                                                   | 45.000    |
| Deutschland (BVMI)           | Gold                                                                   | 250.000   |
| Italien (FIMI)               | Platin                                                                 | 100.000   |
| Neuseeland (RMNZ)            | Gold                                                                   | 15.000    |
| Portugal (AFP)               | Gold                                                                   | 5.000     |
| Spanien (Promusicae)         | Platin                                                                 | 60.000    |
| Vereinigte Staaten (RIAA)    | Platin                                                                 | 1.000.000 |
| Vereinigtes Königreich (BPI) | Platin                                                                 | 600.000   |
| Insgesamt                    | 4× Gold · 4× Platin ·                                                  | 2.075.000 |

Hauptartikel: Depeche Mode/Auszeichnungen für Musikverkäufe

## Coverversionen
2009 coverte die Girlgroup The Saturdays das Lied und erreichte damit unter anderem Platz zwei in Großbritannien sowie Top-Ten-Platzierungen in mehreren europäischen Ländern.
Ab 2009 wurde das Lied von den Fans von Celtic Glasgow als Fußballgesang übernommen. Auch die Fans anderer Vereine übernahmen den Song. In der Folge erschien auch eine Wohlfahrtssingle der „The Good Child Foundation“, die dem Verein Celtic Glasgow nahesteht, um Gelder für Kinder mit Down-Syndrom zu sammeln.
In einem Vodafone-Werbespot wird das Lied vom Protagonisten, dem amerikanischen Komiker, Beatboxer, Schauspieler und Musiker Reggie Watts gesungen.